# Маруяма, Дзёсиро
Дзёсиро Маруяма (яп. 丸山城志郎, род. 11 августа 1993, Миядзаки) — японский дзюдоист, обладатель 4-го дана, двукратный чемпион мира, призёр летних Азиатских игр 2018 года.

## Карьера
В 2018 году на летних Азиатских играх в Индонезии в весовой категории до 66 кг завоевал серебряную медаль в финале уступив корейскому спортсмену Ан Ба Улю.
На предолимпийском чемпионате мира 2019 года, который проходил в Токио завоевал золотую медаль, переиграв в поединке за чемпионский титул соперника из Южной Кореи Ким Ним Хвана.
В июне 2021 года на чемпионате мира, который состоялся в столице Венгрии, в Будапеште, японский спортсмен завоевал золотую медаль в весовой категории до 66 кг, став двукратным чемпионом мира, победив в финале спортсмена из Италии Мануэля Ломбардо.
Он в схватке с Чарльзом Чибаной получил травму ног и долго лечился, и вскоре после упорных  тренировок вернулся в профессиональный спорт. Травма была значительная, очень серьёзная.
В мае 2023 года, в столице Катаре, на чемпионате мира, японский дзюдоист в весовой категории до 66 кг стал обладателем серебряной медали, в финале уступил своему соотечественнику Хифуми Абэ.
17 февраля 2025 года, спортсмен закончил карьеру.

## Семья
Отец — Кэндзи Маруяма (род. 1965), бывший дзюдоист, чемпион Азии (1991), участник Олимпийских игр 1992 года (7-е место).

Старший брат — Гоки Маруяма (род. 1992), дзюдоист, чемпион мира среди молодежи U20 (2011).